# Contea di Tengling
La contea di Tengling, avente come centro principale Tengling (oggi parte di Taching am See nel circondario di Traunstein), nacque a metà dell'XI secolo con una divisione della proprietà dei Sigeardingi.
I conti di Tengling furono:
- Federico I di Pongau († 1071), conte di Tengling dal 1048, conte im Salzburggau, figlio del conte Sigeardo/Sizo VII († 5 luglio 1044 nella battaglia di Menfö) e Bilihild di Andechs, nipote del conte Engelberto III di Chiemgau († 1020).
  - Sigeardo IX († 1104), figlio di Federico I, conte di Tengling probabilmente dal 1074 - discendenti: i conti di Schala e Burghausen (fino al 1194);
  - Federico II († probabilmente 1120), figlio di Federico I, conte di Tengling 1108 - discendenti: i conti di Peilstein (fino al 1207) e Kleeberg (fino al 1218).

La contea di Tengling è nota perché il conte Sigeardo IX era sposato con Ida, l'unica sorella del futuro duca (1106), re (1125) e imperatore (1133) Lotario III della stirpe dei Supplimburgo.
La sede ancestrale, il castello di Tengling, fu abbandonata dai loro eredi, i conti di Lebenau, intorno al 1130 dopo che i conti di Tengling si estinsero e caddero in rovina. Nel 1146, la fortezza fu convertita nella chiesa di Maria Burg.